# EA Sports
EA Sports is een Amerikaans computerspelontwikkelaar gevestigd in Redwood City in de Verenigde Staten. Het bedrijf werd in 1991 opgericht als Electronic Arts Sports Network onder het moederbedrijf Electronic Arts. EA Sports ontwikkelt sportspellen, waarvan de bekendste in de FIFA-, Madden NFL- en de NBA Live-serie vallen. In 2022 nam EA Sports de computerspelserie Formula 1 weer over van Codemasters, die in 2009 het spel overnam van EA Sports. In 2023 bracht de gameontwikkelaar het voetbalspel FC24 op de markt als vervolg op de FIFA-serie.